# دنیس (اکلاهما)
دنیس (به انگلیسی: Dennis) شهری در ایالت اکلاهما کشور ایالات متحده آمریکا است که جمعیت آن در سرشماری سال ۲۰۱۰ میلادی، ۱۹۵ نفر بوده‌است.